# Зюльт (громада)
Зюльт (нім. Sylt [ˈzʏlt]) — громада в Німеччині, розташована в землі Шлезвіг-Гольштейн. Входить до складу району Північна Фризія. Займає центральну частину однойменного острова.
Площа — 57,81 км2. Населення становить 13 818 ос. (станом на 31 грудня 2020).

## Назва
- Зюльт (нім. Sylt; півн.-фриз. Söl; дан. Sild) — сучасна назва.

## Географія
Розташований на дансько-німецькому кордоні, чинному від 1920 року.

## Галерея

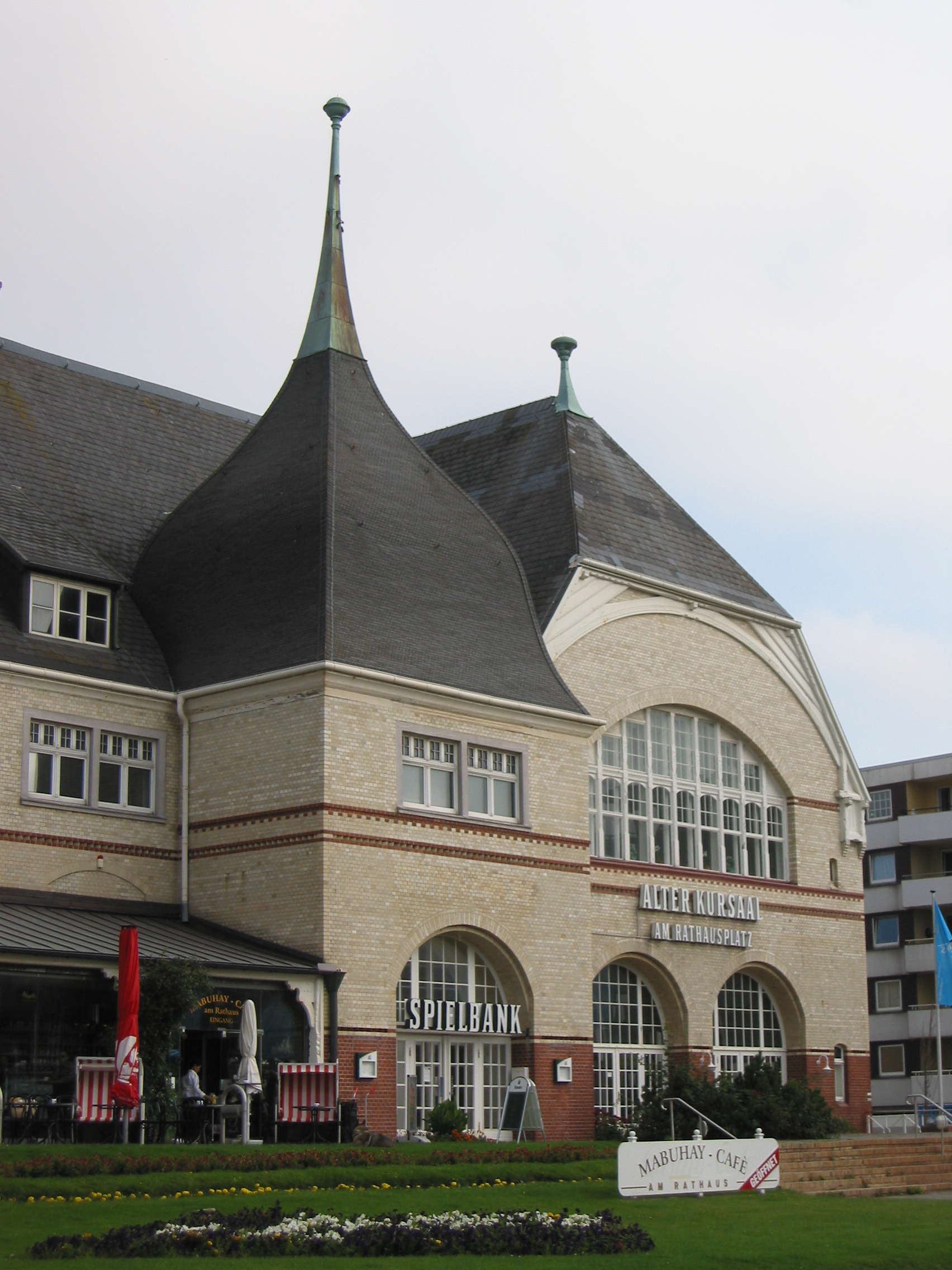